# Корничи
Корничи (укр. Корничі) — село в Новокалиновской городской общине Самборского района Львовской области Украины.
Население по переписи 2001 года составляло 433 человека. Занимает площадь 6,102 км². Почтовый индекс — 81425. Телефонный код — 3236.